# Lineopalpa diffusisigna
Lineopalpa diffusisigna là một loài bướm đêm trong họ Noctuidae.